# Пиетришу (Прахова)
Пиетришу (рум. Pietrișu) насеље је у Румунији у округу Прахова у општини Појана Кампина. Oпштина се налази на надморској висини од 383 m.

## Становништво
Према подацима из 2002. године у насељу је живело 624 становника, од којих су сви румунске националности.